# Parti démocratique populaire (Nigeria)
Pour les articles homonymes, voir Parti démocratique populaire.
Le Parti démocratique populaire (en anglais People's Democratic Party ou PDP) est un des principaux partis politiques du Nigeria.
Aux élections législatives du 12 avril 2003, le parti remporta 54,5 % des suffrages et 223 des 360 sièges de la Chambre des représentants, ainsi que 76 des 109 sièges du Sénat. Le PDP créa la surprise en remportant de nombreux États yoruba, considérés comme favorables à l’Alliance pour la démocratie. Le 19 avril de la même année, son candidat à l’élection présidentielle, le général Olusegun Obasanjo, fut réélu avec 61,9 % des voix. Les candidats de l’opposition et les observateurs internationaux accusèrent Obasanjo et son parti de fraude électorale.
Le PDP a établi des branches outre-mer, à New York et en Irlande, chargées de développer les relations du Nigeria avec les États hôtes.
Pour l'élection présidentielle d'avril 2007, le PDP investit Umaru Yar'Adua comme candidat à la présidence (et Goodluck Jonathan candidat à la vice-présidence) le 16 décembre 2006. Yar'Adua remporte le scrutin. Pour l'élection d'avril 2011, le PDP investit Jonathan comme candidat à la présidence (et Namadi Sambo candidat à la vice-présidence). Jonathan remporte le scrutin.
Le porte-parole du parti, Olisa Metuh (en), fait l'objet d'un procès pour corruption en 2017, accusé d'avoir reçu frauduleusement 400 millions de nairas de Sambo Dasuki (en), l'ancien conseiller à la sécurité nationale de Goodluck Jonathan. Une partie de cet argent aurait été utilisée pour la campagne présidentielle du PDP en 2015. Goodluck Jonathan, dont le témoignage a été requis par les avocats d'Olisa Metuh, réclame 2,4 millions d'euros pour témoigner.
Le parti est battu par son grand concurrent, l'APC, lors des élections présidentielles de 2015, 2019 et 2023.